# Practica secundum Trotam
Practica secundum Troctam és una tractat de medicina atribuït a Trotula de Ruggiero.
El manuscrit ha estat redescobert a Madrid, prop de la biblioteca de la Universitat Complutense i conté 66 articles de ginecologia i obstetrícia. Els arguments són nombrosos, i tracten sobre les menstruacions i la neonatologia, el vòmit, la escròfula i les mossegades de serp.